# كونواي (نيوهامشير)
كونواي (بالإنجليزية: Conway, New Hampshire)‏ هي بلدة أمريكية تقع في الولايات المتحدة في Carroll County. يقدر عدد سكانها بـ 10,115 نسمة ومساحتها 185.6 كم2 ووترتفع عن سطح البحر 142 متر.

## أعلام
- جيمس فارينغتون
- أبيي فيشر